# Amban
| Tibetische Bezeichnung                           |
| ------------------------------------------------ |
| Tibetische Schrift: བོད་བཞུགས་ཨམ་བན།               |
| Wylie-Transliteration: bod bzhugs am ban         |
| Aussprache in IPA: [pʰøɕuk ambɛ̃]                 |
| Offizielle Transkription der VRCh: Poixug Ambain |
| THDL-Transkription: Pözhuk Amben                 |
| Andere Schreibweisen: Amban                      |
| Chinesische Bezeichnung                          |
| Traditionell: 駐藏大臣、欽差大臣                 |
| Vereinfacht: 驻藏大臣、钦差大臣                  |
| Pinyin:zhù Zàng dàchén, qīnchāi dàchén           |

Amban war im 18. bis frühen 20. Jahrhundert die Bezeichnung für einen kaiserlichen chinesischen Gesandten im tibetischen Lhasa. Sein Rechtsstatus kann am ehesten als der von Residenten einer Schutzmacht angesehen werden. Mit diesem Amt wurden meist Mandschuren betraut, seltener Mongolen oder Chinesen.

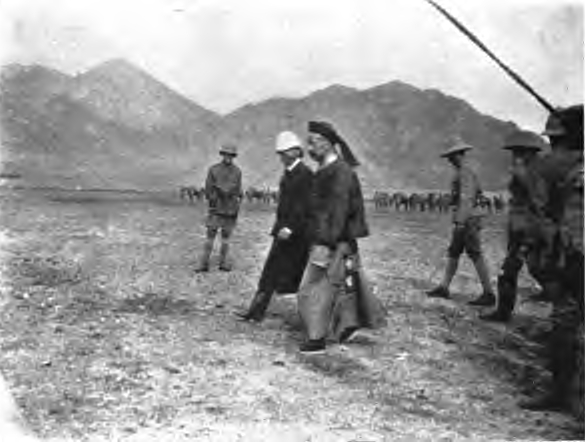
Francis Younghusband mit dem Amban im Jahr 1904

Der erste Amban und sein Stellvertreter wurden 1727 nach einer kaiserlichen Militärintervention in Tibet installiert. Sie waren der tibetischen Regierung zur Seite gestellt. Ihre Befugnisse wurden 1751 nach einer Staatskrise erweitert. Sie konnten unmittelbar in die tibetische Politik eingreifen, weil wichtige Personalentscheidungen erst mit ihrer Zustimmung wirksam wurden. Auch der Stellvertreter konnte selbständige Entscheidungen treffen, besonders auf Inspektionsreisen. Sie wirkten bei der Findung des jeweiligen Dalai Lama mit. Die Regierung durfte ohne Zustimmung der Ambane nicht einmal Briefe versenden. Mitteilungen der tibetischen Regierung an die kaiserliche Regierung mussten dem Amban vorgelegt werden. Er konnte die Weiterleitung verweigern. Versuche, den Amban zu umgehen, wurden als eine Art Hochverrat angesehen und konnten zur Absetzung und Bestrafung der Verantwortlichen führen. Ein Protest des 13. Dalai Lama Thubten Gyatso gegen das Verbot, sich unmittelbar an den kaiserlichen Hof zu wenden, wurde noch im Jahr 1909 zurückgewiesen, zwei Jahre bevor die Chinesische Revolution das Kaiserreich zusammenbrechen ließ.